# Yadanarbon Football Club
El Yadanarbon Football Club (birmà ရတနာပုံ ဘောလုံး အသင်း) és un club de futbol birmà de la ciutat de Mandalay.

## Història
El club va ser fundat el 10 d'abril de 2009. Fou el primer guanyador de la Lliga Nacional de Myanmar, l'any 2009.

## Palmarès
- MNL Cup: 1
  - 2009

## Clubs afiliats
- Muang Thong United